# تصلب الجلد المجموعي
تصلب الجلد المجموعي (بالإنجليزية: Systemic scleroderma)‏ ويعرف أيضاً باسم تصلب الجلد المنتشر (diffuse scleroderma) أو تصلب مجموعي (systemic sclerosis) هو أحد أمراض المناعة الذاتية الروماتيزمية. يتميز بسماكة الجلد الناجمة عن تراكم الكولاجين (التليف)، وإصابات الشرايين الصغيرة.
هناك نوعان من تصلب الجلد حسب درجة تأثر الجلد:
1. تصلب الجلد الموضّع
2. تصلب الجلد المجموعي (المحدود والمنتشر).

تصلب الجلد المحدود يصيب جلد الوجه واليدين والقدمين فقط. في المقابل، تصلب الجلد المنتشر، يُصيب بالإضافة إلى ذلك، الأعضاء الحشوية، بما في ذلك الكلى والقلب والرئتينوالقناة الهضمية. بصيغة أخرى، يؤثر الشكل المحدود على المناطق الواقعة أسفل- ولكن ليس فوق - المرفقين والركبتين مع أو بدون إصابة الوجه. ويؤثر الشكل المنتشر على الجلد فوق المرفقين والركبتين ويمكن أن ينتشر أيضًا إلى الجذع. يمكن أيضًا أن تتأثر الأعضاء الحشوية في تصلب الجلد المنتشر، بما في ذلك الكلى والقلب والرئتين والجهاز الهضمي ويحدث ذلك بسبب التليف.
يتم تحديد المآل بناءً على شكل ونوع المرض ومدى تأثر الأعضاء الحشوية. المرضى الذين يعانون من التصلب المجموعي المحدود لديهم مآل أفضل من أولئك الذين يعانون من الشكل المنتشر. غالبًا ما تحدث الوفاة بسبب إصابة الرئة والقلب والكلى. هناك أيضاً زيادة طفيفة في خطر الإصابة بالسرطان.
زادت معدلات البقاء على قيد الحياة إلى حد كبير مع العلاج الفعال لفشل الكلى. تشمل العلاجات: أدوية كبت المناعة، وفي بعض الحالات، الهرمون القشري السكري.

## العلامات والأعراض
ترتبط متلازمة كرست (داء التكلس، وظاهرة رينو، والاختلال الوظيفي للمريء، وتصلب الأصابع، وتوسع الشعيرات) مع تصلب الجلد المحدود.
تشمل الأعراض الإضافية للتصلب المنتشر:

### أعراض جلدية
في الجلد، التصلب المنتشر يسبب تصلب وتندب. قد يبدو الجلد ضيقًا أو محمرًا أو متقشرًا. الأوعية الدموية قد تكون أكثر وضوحاً. عندما تتأثر المساحات الكبيرة، قد يُضعف فقدان الدهون والعضلات الأطراف ويؤثر على المظهر. يُبلغ المرضى عن حكة شديدة ومتكررة في مناطق الجلد الكبيرة. تختلف شدة هذه الأعراض اختلافًا كبيرًا بين المرضى: يعاني البعض من تصلب الجلد في منطقة محدودة فقط من الجلد (مثل الأصابع) وأعراض بسيطة في الأنسجة الكامنة، في حين أن البعض الآخر له إصابة جلدية تدريجية. القرحة الرقمية - الجروح المفتوحة على أطراف الأصابع وخاصة المفاصل - ليست غير شائعة.

### الأعضاء الأخرى
قد يُسبب تصلب الجلد المنتشر مضاعفات في الجهاز العضلي الهيكلي، والكلى، والرئة، القناة الهضمية. المرضى الذين يعانون من أعراض جلدية أكبر هم أكثر عرضة للإصابة بالأنسجة والأعضاء الداخلية. معظم المرضى (أكثر من 80 ٪) لديهم أعراض الأوعية الدموية وظاهرة رينو، والتي تؤدي إلى نوبات من تغير لون اليدين والقدمين استجابة للبرد.تؤثر ظاهرة رينو عادةً على أصابع اليدين والأقدام. تصلب الجلد المنتشر وظاهرة رينو يمكن أن يسبب تقرحات مؤلمة على الأصابع أو أصابع القدم والتي تعرف باسم القرحة الرقمية. يعد التكلس (ترسب الكالسيوم في الكتل تحت الجلد) شائعًا أيضًا في تصلب الجلد المجموعي، وغالبًا ما يظهر بالقرب من المرفقين أو الركبتين أو المفاصل الأخرى.

### الجهاز العضلي الهيكلي
عادةً ما تكون أعراض المفاصل الأولى التي يعاني منها مرضى تصلب الجلد من آلام المفاصل غير المحددة، والتي يمكن أن تؤدي إلى التهاب المفاصل، أو تسبب الانزعاج في الأوتار أو العضلات. قد يتم تقييد حركة المفاصل، خاصة المفاصل الصغيرة في اليد، عن طريق التكلس أو سماكة الجلد. قد يصاب المرضى بضعف العضلات، أو اعتلال عضلي، إما من المرض أو من علاجاته.

### الرئتين
يتم رؤية بعض الاختلالات في وظائف الرئة بشكل عام تقريبًا في المرضى الذين يعانون من تصلب الجلد المنتشر في اختبار وظائف الرئة؛ ومع ذلك، فإنه لا يسبب بالضرورة الأعراض، مثل ضيق التنفس. يمكن أن يصاب بعض المرضى بارتفاع ضغط الدم الرئوي أو ارتفاع ضغط الشريان الرئوي. يمكن أن يكون هذا تدريجيًا، وقد يؤدي إلى قصور القلب الأيمن. قد يكون أول مظهر من مظاهر ذلك هو انخفاض قدرة الانتشار على اختبار الوظيفة الرئوية.
تشمل المضاعفات الرئوية الأخرى في مرض أكثر تطوراً : ذات الرئة الشفطي والنزف الرئوي واسترواح الصدر.

### الجهاز الهضمي
تصلب الجلد المنتشر يمكن أن يؤثر على أي جزء من القناة الهضمية. الظهور الأكثر شيوعًا في المريء هو التهاب المريء، والذي قد يتضاعف عن طريق تضيق الهضمي (peptic stricturing)، أو التضييق الحميد للمريء. من الأفضل معالجتها مبدئيًا بمثبطات مضخة البروتون لكبت الحمض، ولكنها قد تتطلب توسع المريء في حالة التضيق.
تصلب الجلد يمكن أن يقلل من قابلية الحركة في أي مكان في القناة الهضمية. المصدر الأكثر شيوعًا للحركة المنخفضة هو المريء والعضلة العاصرة للمريء، مما يؤدي إلى عسر البلع وآلام في الصدر. مع تقدم تصلب الجلد، قد تتفاقم مشاركة المريء من تشوهات في انخفاض الحركة بسبب التليف التدريجي (تندب). إذا تم ترك هذه المشاكل دون علاج، فيمكن للحمض العودة من المعدة إلى المريء، مما يؤدي إلى التهاب المريء وارتجاعه. تؤدي المزيد من الندوب الناتجة عن التلف الحمضي في المريء السفلي عدة مرات إلى تطوير تضييق ليفي، التي يمكن علاجها بالتوسيع، ومريء باريت.
الاثني عشر: في المرضى الذين يعانون من الاضطرابات العصبية العضلية، وخاصة التصلب الجهازي التدريجي واعتلال العضل الحشوي، غالباً ما تتأثر الاثني عشر. قد يكون هناك توسع، والذي غالباً ما يكون أكثر وضوحاً في الأجزاء الثانية والثالثة والرابعة. قد يكون الإثني عشر المتوسّع بطيئًا في إفراغه وقد ينتج العضو الذري الموسع بشكل كبير تأثيرًا مستنقعًا.
يمكن أن تتأثر الأمعاء الدقيقة أيضًا، مما يؤدي إلى نمو مفرط للبكتيريا وسوء امتصاص الأحماض الصفراوية والدهون والكربوهيدرات والبروتينات والفيتامينات. يمكن أن يكون القولون متاثراً أيضاً، ويمكن أن يسبب انسدادًا مزيفًا أو التهاب القولون الإقفاري.
تشمل المضاعفات النادرة: اِسْتِرْوَاحُ الأَمْعَاء أو جيوب الغاز في جدار الأمعاء، ورداب في القولون والمريء، وتشمع الكبد. المرضى الذين يعانون من تأثر الجهاز الهضمي الحاد يمكن أن يصابوا بسوء تغذية عميق.
تصلب الجلد قد يترافق أيضًا مع توسع أوعية غار المعدة(GAVE)، المعروف أيضًا باسم «معدة البطيخ».  هذه حالة تتكاثر فيها الأوعية الدموية غير التقليدية عادةً حول البواب. يمكن أن يكون السبب وراء نزيف الجهاز الهضمي العلوي أو فقر الدم بسبب نقص الحديد في المرضى الذين يعانون من تصلب الجلد.

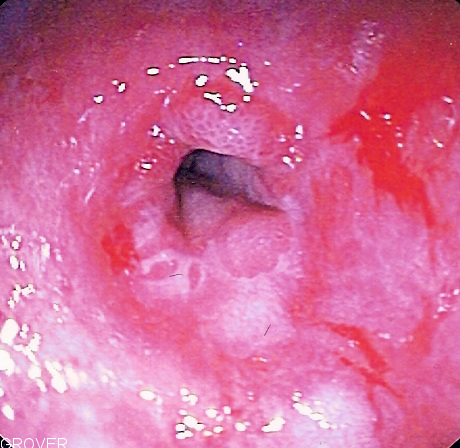
صورة بالنتظير الهضمي العلوي تُظهر التضيق الهضمي، أو تضييق المريء بالقرب من تقاطع مع المعدة بسبب الجزر المعدي المريئي المزمن. هذا هو السبب الأكثر شيوعًا لعسر البلع، أو صعوبة البلع، في تصلب الجلد.

### الكلاوي
يعتبر التأثر الكلوي، في تصلب الجلد، عاملاً سيئًا وغالبًا ما يتسبب بالوفاة.
المضاعفات السريرية الأكثر أهمية من تصلب الجلد التي تنطوي على الكلى هي أزمة تصلب الجلد الكلوي. أعراض تصلب الجلد الكلوي هي فرط ضغط الدم الخبيث (ارتفاع ضغط الدم مع وجود دليل على تلف الأعضاء الحاد)، فرط انزيم الرينين (مستويات عالية من الرينين)، آزوتيمية (الفشل الكلوي مع تراكم منتجات النفايات في الدم) فقر الدم الانحلالي باعتلال الأوعية الدقيقة (تدمر خلايا الدم الحمراء). بصرف النظر عن ارتفاع ضغط الدم، قد يكون البول الدموي (دم في البول) والبيلة البروتينية (فقدان البروتين في البول) مؤشراً على المرض.
في الماضي كانت أزمة تصلب الجلد الكلوي قاتلة بشكل قاطع تقريباً. في حين تحسنت النتائج بشكل ملحوظ مع استخدام مثبطات الإنزيم المحول للأنجيوتنسين، غالبًا ما يكون من الصعب التبؤ بمسار المرض، حيث أن عددًا كبيرًا من المرضى يكونون مقاومين للعلاج ويصابون بالفشل الكلوي. ما يُناهز 7 إلى 9 ٪ من جميع مرضى تصلب الجلد المنتشر يصابون بأزمة كلوية في مرحلة ما من المرض.
المرضى الذين لديهم تأثر سريعة في الجلد يكونون أكثر عرضة لمضاعفات الكلى، وهو الأكثر شيوعًا في تصلب الجلد الجلدي المنتشر، وغالبًا ما يرتبط بالأجسام المضادة ضد بوليميريز الحمض النووي الريبوزي (في 59٪ من الحالات). يشرع الكثيرون في غسيل الكلى، رغم أنه يمكن إيقاف ذلك في غضون ثلاث سنوات في حوالي ثلث الحالات. ارتفاع السن وانخفاض ضغط الدم في العرض التقديمي يجعل الحاجة لغسيل الكلى ملحة.

تشمل علاجات تصلب الجلد الكلوي مثبطات الإنزيم المحول للأنجيوتنسين. لا ينصح حاليًا بالاستخدام الوقائي لهذه المثبطات، حيث تشير البيانات الحديثة إلى مآل سيء لدى المرضى الذين عولجوا بهذه الأدوية قبل تطور الأزمة الكلوية. تُعرف الكلى المزروعة بأنها تتأثر بالمرض والمرضى الذين يعانون من مرض الكلى منذ بداية مبكرة (خلال سنة واحدة من تشخيص تصلب الجلد) يعتقد أن لديهم أعلى خطر للتكرار.

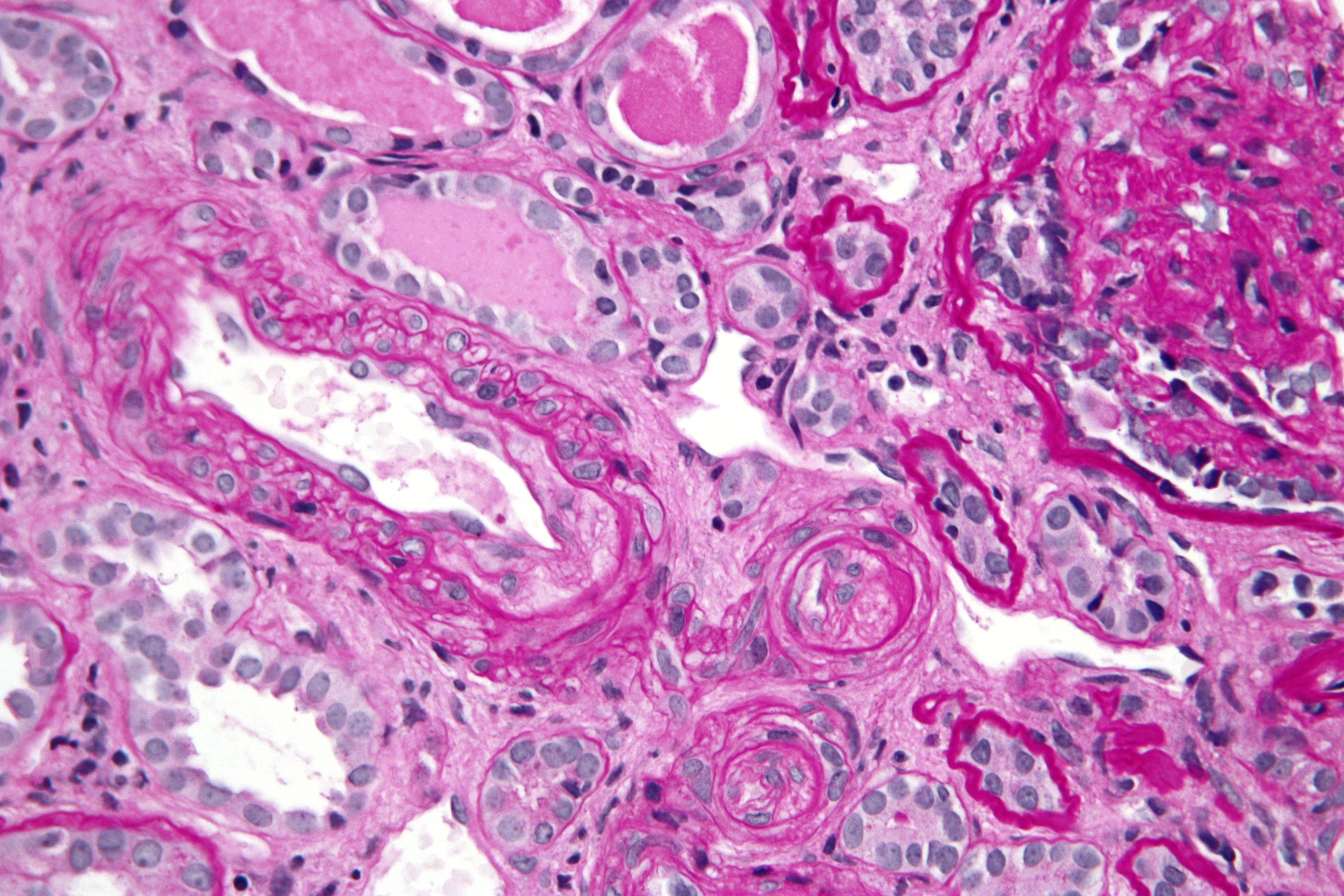
صورة مجهرية تُظهر اعتلال الأوعية الدقيقة الخثاري، النتيجة النسيجية الظاهرة في أزمة تصلب الجلد الكلوي خزعة الكلى. (مُلون شيف للحَمْضِ البيريوديّ) PAS.

## الأسباب
لا يوجد سبب واضح لتصلب الجلد والتصلب المجموعي. يبدو أن العرضة الجينية للإصابة بالمرض تكون عادةً محدودة: التوافق الجيني صغير؛ ولكن لا يزال هناك عامل عائلي لأمراض المناعة الذاتية. قد تؤثر الأشكال المتعددة في COL1A2 وTGF-β1 على شدة وتطور المرض. هناك أدلة محدودة على تدخل الفيروس المضخم للخلايا (CMV) باعتباره الحلقة الأصلية من رد الفعل المناعي، وكذلك فيروس البارفو B19. فضلاً عن ذلك، فقد تم ربط المذيبات العضوية والعوامل الكيميائية الأخرى باحتمالية الإصابة بتصلب الجلد.
أحد الآليات المشتبه بها وراء ظاهرة المناعة الذاتية هو وجود الخيمرية البكتيرية، أي خلايا الجنين المنتشرة في دم الأم، مما يؤدي إلى تفاعل مناعي مع ما يعتبر مادة غريبة.
قد يتطور شكل مميز من تصلب الجلد والتصلب المجموعي في المرضى الذين يعانون من الفشل الكلوي المزمن. هذا الشكل، الذي يُسمى التليف المجموعي الكلوي المنشأ (Nephrogenic systemic fibrosis)، تم ربطه بالتعرض للمادة المظللة الحاوية على الغادولينيوم.
قد يسبب البليومايسين (عامل العلاج الكيميائي) وربما العلاج الكيميائي للتاكسان(taxane) تصلب الجلد، وقد ارتبط التعرض المهني للمذيبات بزيادة خطر الإصابة بالتصلب المجموعي.

## الفيزيولوجيا المرضية
يُعتقد أن الإفراط في إنتاج الكولاجين يكون ناتج عن خلل في المناعة الذاتية، حيث يبدأ الجهاز المناعي بمهاجمة الحيز الحركي للكروموسومات. هذا من شأنه أن يؤدي إلى خلل جيني في الجينات القريبة. تتراكم الخلايا التائية في الجلد؛ ويعتقد أن هذا يحدث لإفراز السيتوكينات والبروتينات الأخرى التي تحفز ترسب الكولاجين. يبدو أن تحفيز الخلايا الليفية، على وجه الخصوص، يعُد أساسياً لعملية المرض، وقد تقاربت نتائج الدراسات حول العوامل المحتملة التي تُنتج هذا التأثير.
هناك عامل مهم في هذه العملية يُدعى عامل النمو المحول (TGFβ). يبدو أنه يتم الإفراط في إنتاج هذا البروتين، كما أن الخلايا الليفية (ربما استجابةً لمنبهات أخرى) تُفرط أيضاً في التعبير عن المستقبل الخاص لهذا الوسيط.

المسار داخل الخلايا (الذي يتكون من SMAD2 / SMAD3 و SMAD4 والمثبط SMAD7) هو المسؤول عن نظام الرسول الثانوي الذي يحفز نسخ البروتينات والإنزيمات المسؤولة عن ترسب الكولاجين. Sp1 هو عامل النسخ الأكثر دراسة في هذا السياق. بصرف النظر عن TGFβ، فإن عامل نمو النسيج الضام (CTGF) له دور محتمل. في الواقع، إن تواجد تعدد الأشكال الجيني CTGF يرتبط بمعدل متزايد من التصلب المجموعي.

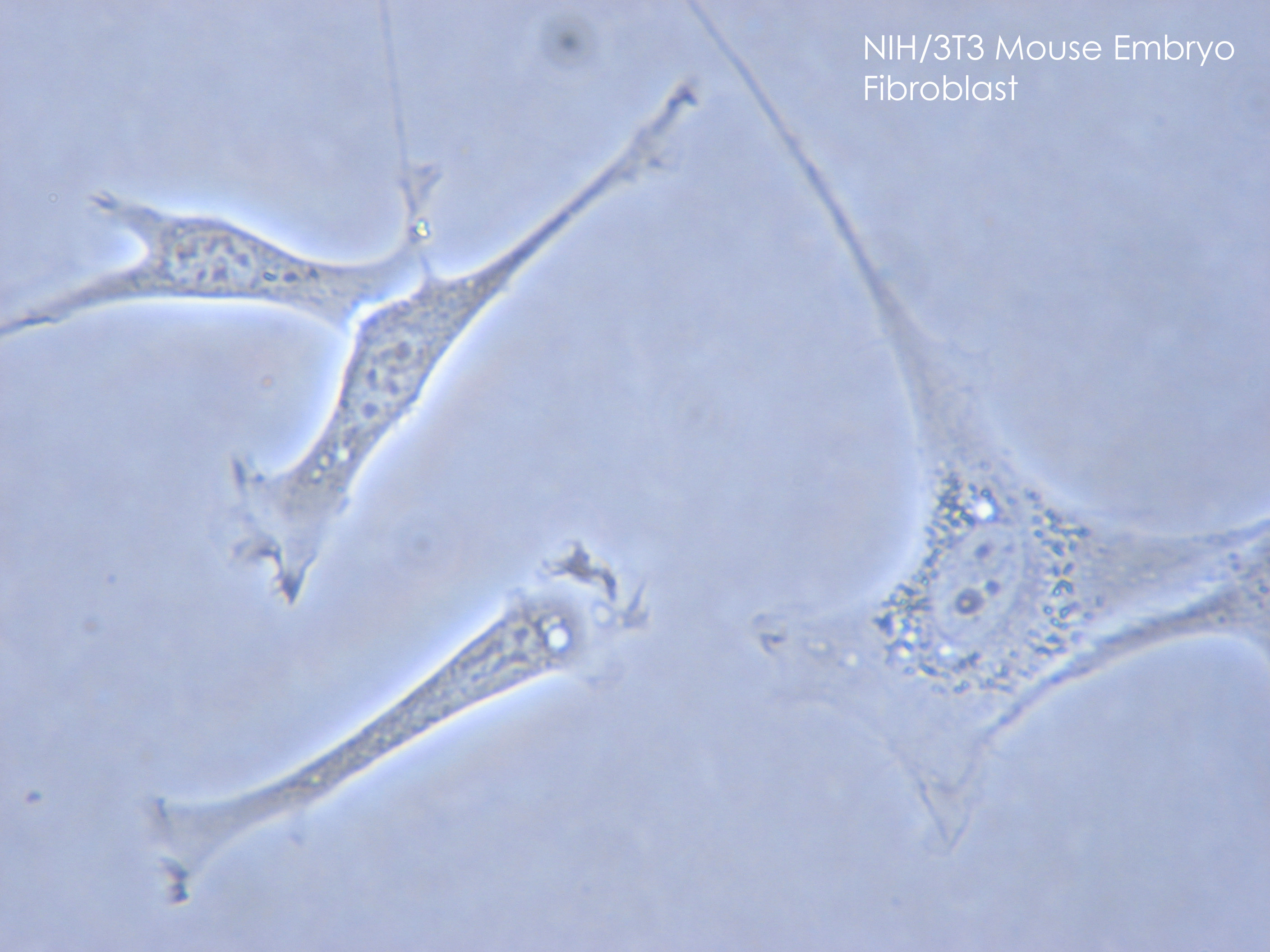
خلية ليفية يافعة

الأضرار التي تلحق بالبطانة الغشائية هي شذوذ مبكرة في تطور تصلب الجلد، وهذا يبدو أيضاً أن يكون بسبب تراكم الكولاجين عن طريق الخلايا الليفية، على الرغم من أن التغييرات المباشرة عن طريق السيتوكينات، والتصاق الصفائح الدموية وتفاعل فرط الحساسية من النوع الثاني قد يكون لها تأثير مماثل. تم أيضاً توثيق زيادة الإندوثيلين وانخفاض توسع الأوعية.
يصف الباحثان جيمينيز وديرك ثلاث نظريات حول تطور تصلب الجلد:
1. الشذوذ يرجع في المقام الأول إلى عامل مادي، وجميع التغييرات الأخرى هي ثانوية أو متفاعلة مع هذا الضرر المباشر.
2. الحدث الأولي هو نقل الخلايا الجنينية-الأمومية مسبباً بذلك خيمرية ميكروبة، مع سبب إضافي ثانٍ (مثل البيئة) يؤدي إلى التطور الفعلي للمرض.
3. تؤدي الأسباب الفيزيائية إلى حدوث تغييرات نمطية في الخلايا الحساسة (على سبيل المثال بسبب التركيب الجيني)، مما يؤدي إلى تنشيط تغييرات الحمض النووي التي تغير سلوك الخلية.

## التشخيص
في عام 1980، وافقت الكلية الأمريكية لأمراض الروماتيزم على معايير تشخيصية لعلاج تصلب الجلد.
يتم التشخيص عن طريق الشك السريري ووجود أجسام مضادة ذاتية (على وجه التحديد الأجسام المضادة للسينترومير، و Anti-Scl-70 antibodies /المضادة للتوبويزوميراز) وأحيانًا عن طريق الخزعة.
من الأجسام المضادة، 90 ٪ لديهم الأجسام المضادة للنواة. يكون الجسم المضاد للسنترومير أكثر شيوعًا في الشكل المحدود (80-90٪) مقارنةً بالشكل المنتشر (10٪)، والمضاد لـ scl70 أكثر شيوعًا في الشكل المنتشر (30-40٪) وفي المرضى الأمريكيين من أصل أفريقي (الذين هم أكثر عرضة للتصلب المجموعي).
قد تُشبه الحالات الأخرى التصلب المجموعي عن طريق التسبب في تصلب الجلد.  تشمل التلميحات التشخيصية التي تشير إلى وجود اضطراب آخر عدم وجود ظاهرة رينو، وعدم وجود تشوهات في الجلد على اليدين، وعدم تأثر الأعضاء الداخلية، ونتائج طبيعية لاختبار الأجسام المضادة للنواة.[بحاجة لمصدر]

## العلاج
لا يوجد علاج حالي لتصلب الجلد، على الرغم من وجود علاج لبعض الأعراض، بما في ذلك الأدوية التي تُنعّم الجلد وتقلل من الالتهابات. قد يستفيد بعض المرضى من التعرض للحرارة.
تعتبر الرعاية الشمولية للمريض التي تشتمل على تعليم المريض حسب مستواه التعليمي مفيدة في ظل الطبيعة المعقدة لأعراض المرض وتقدمه.

### العلاج الموضعي/معالجة الأعراض
العلاج الموضعي للتغيرات الجلدية المتصلبة لا يغير مسار المرض، ولكنه قد يحسن الألم والتقرح. يمكن استخدام مجموعة من مضادات الالتهاب غير الستيروئيدية (الأدوية المضادة للالتهابات) لتخفيف الأعراض المؤلمة، مثل النابروكسين.[بحاجة لمصدر]هناك فائدة محدودة من الهرمونات مثل بريدنيزون.[بحاجة لمصدر]
تستجيب حلقات ظاهرة رينو أحيانًا إلى النيفيديبين أو حاصرات قنوات الكالسيوم الأخرى؛ قد يستجيب التقرح الرقمي الحاد إلى إيلوبروست البروستيسيلين التماثلية، وقد يكون البوزنتان المضاد لمستقبلات الإندوثيلين مفيدًا لظاهرة رينو. قد يتم علاج شد الجلد بشكل منتظم باستخدام الميثوتريكسيت والسيكلوسبورين. كما يمكن استخدام البنسلامين للجلد السميك.

### مرض الكلية
يتم علاج أزمة تصلب الجلد الكلوي، وحدوث القصور الكلوي الحاد وارتفاع ضغط الدم الخبيث (ارتفاع ضغط الدم للغاية مع دليل على تلف الأعضاء) في الأشخاص الذين يعانون من تصلب الجلد بشكل فعال باستخدام الأدوية من فئة مثبطات ACE.  تمتد فوائد مثبطات الإنزيم هذه حتى لأولئك الذين يضطرون إلى بدء غسيل دموي لعلاج أمراض الكلى لديهم ويمكن أن تعطي فائدة كافية للسماح بالتوقف عن العلاج بالبدائل الكلوية.

### مرض الرئة
غالبًا ما يتم علاج التهاب الأسناخ النشط بنبضات سيكلوفوسفاميد، وغالبًا مع جرعة صغيرة من الستيرويدات.  عادةً ما تكون فائدة هذا التدخل متواضعة.
يمكن علاج ارتفاع ضغط الدم الرئوي بالإيبوبروستينول، والتربوستينيل، والبوزنتان، وربما الإيلوبروست الهوائي. تمت الموافقة على استخدام النينتيدانيب من قبل إدارة الغذاء والدواء الأمريكية في 6 سبتمبر 2019 لإبطاء معدل الانخفاض في وظائف الرئة لدى مرضى التصلب المجموعي المرتبط بمرض الرئة الخلالي (SSc-ILD).

### علاجات أخرى محتملة
هناك بعض الأدلة على أنه يمكن استخدام استخراج البلازما (تبادل البلازما العلاجي) لعلاج الشكل المجموعي لتصلب الجلد،وفي إيطاليا يعد خيارًا علاجيًا معتمدًا من الحكومة.[تحقق من المصدر]يتم ذلك عن طريق استبدال بلازما الدم بسائل يتكون من الألبومين ويعتقد أنه يبقي المرض بعيدًا عن طريق الحد من الدورة الدموية للأجسام المضادة الذاتية لتصلب الجلد.

## المآل
يتم تحديد المآل بناءً على شكل ونوع المرض ومدى تأثر الأعضاء الحشوية. تستند إحصائيات المآل على دراسة مجموعات لا على التعيين من مرضى تصلب الجلد. لا يمكن لهذه الإحصائيات التنبؤ بمستقبل المريض على المستوى الفردي، لكنها يمكن أن تكون مفيدة عند النظر في دراسات الإحصائيات ودراسة العلاج والمتابعة الأكثر ملاءمة للمريض. المرضى الذين يعانون من التصلب المجموعي المحدود لديهم مآل أفضل من أولئك الذين يعانون من الشكل المنتشر. المرضى الذين يعانون من تصلب الجلد المحدود لديهم نسبة ما بين 69%-75% تقريباً للبقاء على قيد الحياة لمدة 10 سنوات. أقل من 10 ٪ يصابون بارتفاع ضغط الدم الرئوي بعد 10 إلى 20 سنة.[بحاجة لمصدر]المرضى الذين يعانون من تصلب الجلد المنتشر لديهم نسبة 55% للبقاء على قيد الحياة لمدة 10 سنوات.[بحاجة لمصدر]
حددت دراسة أجريت عام 2018 معدلات البقاء على قيد الحياة لمدة 10 سنوات بنسبة 88٪، دون التمييز على أساس نوع تصلب الجلد. يرتبط التصلب المجموعي المنتشر ومضاعفات الأعضاء الداخلية وكبر السن عند التشخيص بمآل أسوء.

## علم الأوبئة
تصلب الجلد المجموعي مرض نادر بعض الشيء. يقدر معدل الانتشار بحوالي 1/6500 شخص بالغ. تتأثر النساء في الغالب (نسبة الرجال/النساء حوالي 4: 1).
هذا المرض له بعض الارتباط الوراثي. قد يكون سببه أيضًا رد فعل مناعي لفيروس (محاكاة جزيئية) أو بسبب السموم.

## أبحاث
نظرًا لصعوبة علاج تصلب الجلد، غالبًا ما يتم تجربة العلاج المدعوم بأدلة قليلة للسيطرة على المرض. وتشمل هذه antithymocyte globulin و mycophenolate mofetil؛  أبلغت بعض التقارير عن حدوث تحسن في أعراض الجلد وكذلك تأخير تقدم المرض المجموعي، ولكن لم يتعرض أي منهما لتجارب سريرية كبيرة.
يعتمد زرع الخلايا الجذعية المكونة للدم على افتراض أن أمراض المناعة الذاتية مثل التصلب المجموعي تحدث عندما تهاجم خلايا الدم البيضاء جهاز المناعة في الجسم.  في هذا العلاج، يتم استخراج الخلايا الجذعية من دم المريض وتخزينها للحفاظ عليها. يتم تدمير خلايا الدم البيضاء للمريض باستخدام سيكلوفوسفاميد والأجسام المضادة (المشتقة من الأرنب) ضد خلايا الدم البيضاء. ثم يتم إرجاع الدم المخزن إلى مجرى دم المريض لإعادة تكوين دم صحي وجهاز مناعي لن يهاجم الجسم. نُشرت نتائج تجربة المرحلة الثالثة، وهي تجربة زراعة الخلايا الجذعية الذاتية الدولية لتصلب الجلد (ASTIS)،مع 156 مريضًا في عام 2014.
HSCT بحد ذاته يؤدي إلى وفيات عالية في العلاج، لذلك في السنة الأولى، كان بقاء المرضى في مجموعة العلاج أقل من المجموعة الثانية، ولكن في نهاية 10 سنوات، كان البقاء على قيد الحياة في مجموعة العلاج أعلى بكثير.
استنتج الباحثون أن HSCT يمكن أن يكون فعالاً، إذا اقتصر العلاج على المرضى الذين يتمتعون بصحة جيدة بما فيه الكفاية لمواجهة علاج الHSCT بحد ذاته، وبالتالي البقاء على قيد الحياة. لذلك، يجب إعطاء HSCT في وقت مبكر من تطور المرض، قبل أن يتلف. وجدت الدراسة أيضاً أن المرضى الذين يعانون من أمراض القلب والمرضى الذين يدخنون السجائر كانت فرصتهم للبقاء على قيد الحياة أقل من غيرهم. تجارب أخرى، مثل تجربة زرع الخلايا الجذعية مقابل السيكلوفوسفاميد (SCOT)، لا تزال جارية.